# LoveStoned
„LoveStoned/I Think She Knows“ je pjesma američkog pjevača i tekstopisca Džastina Timberlejka sa njegovog drugog studijskog albuma, „FutureSex/LoveSounds“ (2006). Napisali su je i producirali Timberlejk, Tim Mouzli Timbalend i Nejt Hils. Nasuprot ostalim pjesmama sa albuma koje se bave ljubavlju sadrži stihove koji sugerišu na seks. Muzički, „LoveStoned“ je dens pjesma bržeg ritma za razliku od njenog sledbenika, „I Think She Knows“, koji je sporijeg i mirnijeg zvuka.
„LoveStoned“ je generalno pozitivno ocijenjena od strane muzičkih kritičara. Izdata 29. juna 2007. od strane Džajv rekordsa kao četvrti singl sa albuma postigla je solidan komercijalan nastup. Na top-listi „Bilbord hot 100“ zauzela je sedamnaesto mjesto kao i na listi digitalnih singlova dok je na „Bilbordu pop 100“ bila sedma. „LoveStoned“ se našla na čelu američkih klupskih i dens singlova. Među prvih deset našla se u još devet zemalja. Sertifikovana je zlatnim tiražom od strane Američkog udruženja diskografskih kuća.
Spot pjesme koji je režirao Robert Hejls snimljen je u Engleskoj. U njemu Timberlejk je ilustrovan u obliku plave frekvencije. U toku spota jedna žena i srce se prikazuju na ovaj način. „LoveStoned“ je na dodjeli Gremija 2008. osvojila nagradu za najbolju dens pjesmu.